# 산요 상회
산요 상회(일본어: 三陽商会, 산요 쇼카이)는 1943년 도쿄 이타바시구에서 설립되어 현재 신주쿠구에 본사를 둔 일본 의류 제조 및 유통업체이다.
이 회사의 상표인 비옷은 주로 노드스트롬, 바니스, 색스 피프스 애비뉴, 메이시스, 블루밍데일스, 허드슨 베이와 같은 백화점과 남성 전문점에서 판매된다. 1991년부터 폴 스튜어트의 일본 내 독점 유통업체였다.

## 브랜드
여성 브랜드에는 Amaca, Blue Label Crestbidge, Cast, CB Crestbridge, Ecoalf, Epoca, Evex by Krizia, Lovelesss, 매킨토시 런던, Mackintosh Philosophy, 폴 스튜어트, S. Essentials, Sanyocoat, Story & the Study, To Be Chic, Trans Work가 있다.
남성 브랜드에는 Black Label Crestbidge, Cast, CB Crestbridge, Ecoalf, Epoca Uomo, Lovelesss, 매킨토시 런던, Mackintosh Philosophy, 폴 스튜어트, S. Essentials, Sanyocoat, Sanyo Yamacho, Story & the Study, The Scotch House, Baker Street가 있다.

## 역사
산요 상회는 1943년 요시하라 노부유키(吉原信之, 1916-2007)가 설립한 도쿄에 본사를 둔 회사이다.
요시하라 노부유키는 전쟁 중에 도쿄에서 공작 기계를 수리, 가공 및 판매하기 위해 회사를 설립했으며, 다양한 전기 산업 제품 및 섬유 제품을 제조 및 판매하는 것을 목표로 삼았다. 회사 이름은 미쓰이와 미쓰비시와 같은 강력한 기업 집단의 "세" (三)와 창립자 요시하라의 아버지의 "요" (陽)에서 영감을 받았다.
전쟁 직후인 1945년 8월, 이 회사는 이타바시구에 있는 본사 공장을 매각하고 본사를 긴자로 이전했다. 전쟁 중 사용된 암막 커튼으로 만든 비옷을 제조 및 판매하기 시작했다. 1949년, 이 회사는 다이이치 쓰쇼(현 미쓰이 물산)가 주최한 "전국 수출 박람회"를 위해 비옷을 대량으로 주문받아 주요 비옷 제조업체 및 판매업체로 부상했다. 1951년, 이 회사는 비옷에 대한 상표 "산요 레인코트"를 등록했다. 동시에, 이 회사는 전국 백화점에 판매를 시작했으며, 1953년에는 "더스터 코트"가 긴자 마쓰야가 주최한 대회에서 최고의 제품으로 선정되었다. 1959년, 이 회사는 프랑스 영화 3월의 아이에 출연한 여배우 자클린 사사르가 입었던 코트를 각색하여 일본 관객을 위해 "사사르 코트"라고 명명하여 판매했다. 이것은 큰 성공을 거두었고, 이 회사는 비옷 제조 및 판매에서 종합 의류 제조업체로 성장하기 시작했다.
1965년부터 이 회사는 영국 회사 버버리가 만든 코트를 판매하기 시작했으며, 1969년부터 기술 협력을 통해 버버리 및 기타 해외 코트 제조업체의 제품을 국내 생산하는 라이선스를 받기 시작했다. 동시에, 이 회사는 다양한 세대를 대상으로 하는 패션 브랜드를 적극적으로 개발했으며, 현재 여성 브랜드 "EPOCA" 및 "FRAGILE"을 포함한 여러 패션 브랜드를 운영하고 있다.
이 회사의 주요 전환점은 2015년 6월 30일 버버리와의 라이선스 계약이 종료된 것이다. 그 결과, 일본 내 버버리 판매는 영국 본사에서 일본 자회사를 통해 직접 처리하게 되었다.
그 이후, "버버리 런던"의 후속 브랜드로, 이 회사는 스코틀랜드의 방수 코트를 만드는 오랜 의류 회사인 매킨토시 (2007년 야기 쓰쇼가 인수)와 제휴하여 "매킨토시 런던"을 출시했으며, 약 350개였던 이전 버버리 매장 중 약 260개를 전환하고, 젊은층을 겨냥한 여성 의류 "버버리 블루 라벨"과 남성 의류 "버버리 블랙 라벨"을 각각 "블루 라벨 크레스트브릿지"와 "블랙 라벨 크레스트브릿지"로 리브랜딩하여 새로운 디자이너들을 기용했다.
그러나 버버리의 손실은 엄청난 타격이었고, 자체 브랜드에 집중한 이후의 실적은 부진했다. 네 차례의 자발적 퇴직이 제안되었고 세 명의 사장이 교체되었으며, 현재 회사는 재건 과정에 있으며, 최대 주주인 미국 투자 회사는 경영 쇄신과 회사 매각을 요구하고 있으며, 긴자의 플래그십 스토어 건물이 매각되었다.
산요 상회 뉴욕은 1978년에 설립되었다.
1986년, 산요는 뉴욕 원온타에 자체 최첨단 생산 시설을 건설하기 시작했으며 다음 해에 문을 열었다. 코네티컷과 조지아와 같은 다른 지역도 고려되었었다. 그러나 원온타의 섬유 공장 폐쇄로 인해 산요는 경험 많은 현지 섬유 노동자를 고용하기 위해 업스테이트 뉴욕 지역을 선택했다.
1988년, 산요 패션 하우스 이탈리아는 밀라노에 문을 열었다.
1990년, 산요 패션 하우스는 의상 디자이너 캐롤 코헨과 협력하여 고전적인 트렌치코트를 패션 비옷으로 변모시켰다.
1999년, 산요 소잉 아메리카가 폐쇄되었다.
2001년, 산요는 팜과 홍보 계약을 맺고 출장 여행자를 위해 산요 코트를 재설계했으며, 정전기 충격을 방지하는 항자기 실드와 전파 방지 기능을 포함했다.
2007년, 산요 상회 뉴욕은 2007년 가을 컬렉션 출시와 함께 처음으로 온라인에 진출했다.
이후 몇 년 동안 산요는 폴리에스터 비옷과 동일한 방수 기능을 제공하는 울 오버코트 시리즈인 RainWool을 디자인했다.